# Milionia lacteisticta
Milionia lacteisticta là một loài bướm đêm trong họ Geometridae.